# Барановка (Речицкий район)
Барановка (бел. Баранаўка) — упразднённый посёлок в Комсомольском сельсовете Речицкого района Гомельской области Белоруссии.

## География

### Расположение
В 31 км на северо-запад от Речицы и железнодорожной станции в этом городе, в 81 км от Гомеля.

## Транспортная система
Транспортная связь по просёлочной, а затем по автодороге Светлогорск — Речица .
В посёлке 4 жилых дома (2004 год). Планировка односторонняя. Застройка деревянными домами усадебного типа.

## История
Посёлок основан в 1920-х годах на бывших помещичьих землях переселенцами с соседних деревень. В 1931 году организован колхоз. Во время Великой Отечественной войны на фронтах погибли 3 жителя посёлка. В июне 1943 года оккупанты полностью сожгли посёлок. В 1959 году посёлок входил в состав совхоза «Комсомолец» с центром в деревне Комсомольск.
12 октября 2022 года посёлок Барановка упразднён.

## Население

### Численность
2004 год — 4 двора, 4 жителя.

### Динамика
- 1930 год — 9 дворов, 47 жителей.
- 1940 год — 12 дворов, 57 жителей.
- 1959 год — 40 жителей (согласно переписи).
- 2004 год — 4 двора, 4 жителя.